# 小田豊 (政治家)
小田 豊（おだ ゆたか、1944年（昭和19年）4月9日 - 2022年（令和4年）10月6日）は、日本の政治家。前京都府長岡京市長（3期）。

## 来歴
京都府長岡京市に生まれる。長岡町立神足小学校（現長岡京市立神足小学校）、長岡町立長岡中学校（現長岡京市立長岡中学校）、京都府立桂高等学校を経て、1968年3月、甲南大学経済学部を卒業。同年4月、長岡町職員となる。長岡京市理事、長岡京市水道事業管理者などを歴任。
2003年1月、長岡京市長に就任。2007年1月の市長選で2期目の当選。2011年1月の市長選で前市議の小原明大を破り3期目の当選。同選挙の投票率は過去2番目に低い35.92%だった。
2014年9月、翌年1月の次期市長選に出馬しないことを表明。2015年1月、市長を退任。
2015年11月、秋の叙勲で地方自治功労により旭日小綬章を受章。
2022年10月6日、多臓器不全のため長岡京市内の病院で死去。78歳没。死没日をもって従五位に叙される。